# Benoit Jacob
Benoit Jacob (1966) è un designer francese.

## Biografia
Benoit Jacob ha iniziato la sua carriera come stagista presso Renault, casa automobilistica che lo ha supportato durante il suo percorso di laurea in design dei trasporti presso la sede europea dell'ArtCenter College of Design a Vevey, in Svizzera. Nel 1994, è entrato ufficialmente a far parte di Renault, dove ha ricoperto ruoli chiave nello sviluppo della Renault Spider, nella progettazione della concept car Renault Fiftie e nella supervisione della produzione delle versioni berlina e station wagon della Laguna II. Ha inoltre guidato il processo di sviluppo fino alla produzione della quarta generazione dell'Espace.
Nel 2001, ha intrapreso una nuova fase della sua carriera presso la sede di Volkswagen a Sitges, prima di trasferirsi nel 2003 al team di design di BMW. Durante il suo periodo al FIZ, ha lavorato su progetti significativi come l'X6, la concept M1 Hommage e il veicolo elettrico Megacity successivamente commercializzato come BMW i3, che ha segnato l'inizio del suo mandato come direttore del design di BMW i, il sotto-marchio di BMW dedicato ai veicoli elettrici e sostenibili, a partire dal 2010.
Jacob ha poi ricoperto ruoli di rilievo come Capo del design avanzato e Vicepresidente del design del gruppo BMW prima di passare nel 2016 alla Future Mobility Corporation, all'epoca una startup cinese sostenuta da Tencent Holdings, una società tecnologica con sede a Hong Kong. Nel gennaio 2018, la Future Mobility Corporation è uscita allo scoperto rivelando la propria identità come Byton, presentando un prototipo completamente funzionante di SUV al CES di Las Vegas, dove ha offerto prove su strada a giornalisti e VIP. 
Jacob è riconosciuto per il suo approccio innovativo al design automobilistico, combinando estetica avanzata con funzionalità pratiche e sostenibili.